# 珍食蚊魚
珍食蚊魚為輻鰭魚綱鯉齒目鯉齒亞目花鳉科的其中一種，被IUCN列為易危保育類動物，分布於北美洲美國德州及新墨西哥州的淡水流域，體長可達4.8公分，棲息在植被生長的湧泉區，屬於肉食性，生活習性不明。

## 擴展閱讀
維基物種上的相關：珍食蚊魚